# 연금 미납 문제
연금 미납 문제(年金未納問題)는 2004년 일본에서 정치인들이 공적 연금 보험료를 납부하지 않은 것이 드러난 사건이다.
2004년 4월 일본 국회에서 연금 제도 개혁이 논의되고 있을 때 몇 명의 각료들이 연금 미납 기간이 있다는 사실이 밝혀졌다. 이후 1986년부터 강제가입 대상이 된 국회의원들도 미납 기간이 있는 것이 또한 밝혀졌다. 여당 의원들을 추궁하던 야당 의원들에게도 미납 기간이 있다는 사실이 밝혀져 안 그래도 연금에 대한 국민들의 불신이 높던 상황에 불을 지핀 꼴이 되었다.
이 문제에 앞서서 주목받은 사건이 있었으니 여배우 에스미 마키코의 연금 보험료 미납 사건이었다. 에스미는 사회보험청의 연금 광고 배우로 기용되었는데 광고 내용이 보험료 미납자를 엄격히 따지는 것이었음에도 본인이 보험료를 내지 않은 사실이 드러나면서 큰 비판을 받았다. 이 사건은 일본 국민들로 하여금 연금 보험료 납부 문제를 주목하게 했다. 이런 상황에서 국무대신을 포함한 정치인들이 연금에 가입하지 않거나 보험료를 납부하지 않은 사실이 드러난 것이었다.
또한 연금 미납 문제와 관련한 개인 정보 누설에 관여한 것이 사회보험청의 직원이었으며 사회보험청 직원은 누구라도 열람할 수 있어 정보 관리가 엉망이란 사실이 함께 드러나게 되었다. 특히 정보를 멋대로 열람하고 언론에 흘린 직원 수가 300명이 넘었다는 사실은 국민들에게 큰 충격을 주었다. 이들은 모두 징계 처분을 받았고 2005년 12월 국가공무원법에 따라 면직되었다.

## 경위
처음에는 여당인 자유민주당 소속 각료의 문제로서 시작했고 야당인 민주당은 이를 비판하는 입장이었다. 이 과정에서 연금 미납 각료 중 한 명이었던 후쿠다 야스오 관방장관은 프라이버시라는 변명을 하여 야당과 국민의 강한 반발을 샀다. 하지만 민주당 내에서도 간 나오토 대표를 포함한 미납자가 있다는 사실이 알려지면서 상황이 반전되었다.
후쿠다는 이때 선수를 쳐서 관방장관에서 스스로 물러났다. 이는 자신의 행동에 책임을 지는 정치인이라는 이미지를 만들었고 간에게 거취 표명을 압박하는 효과도 가져다주었다. 간은 사회보험청의 실수를 주장했지만 결국 대표직을 사임하게 되었다.
후쿠다가 관방장관직을 사임한 뒤 연금개혁법안이 중의원을 통과했다. 이는 신속한 결단을 내렸다는 점에서 자민당의 정치적 승리였다. 하지만 곧이어 당시 총리였던 고이즈미 준이치로도 연금에 가입하지 않았단 사실이 드러나면서 자민당의 정치적 승리는 빛을 바랐다. 또한 간의 후임으로 민주당 대표가 된 오자와 이치로도 미가입자였음에 드러났다. 두 사람 모두 임의가입 시기에 미가입했기 때문에 법률 위반은 아니었지만 오자와는 대표직에서 물러났다. 후쿠다의 사임 때와는 반대로 이번엔 민주당이 선수를 친 격이 되었지만 고이즈미의 사퇴 여부는 크게 문제시되지 않았다.